# Константин Ангел Дука
Константин Ангел Дука (гр. Κωνσταντίνος Άγγελος Δούκας) е византийски военачалник и неуспешен узурпатор. Водил е части на византийската армия във войната срещу въстанието на Асен и Петър и успешно отбранява тема Филипопол срещу българите.

## Семейство
Константин Ангел е син на Исаак Ангел Дука, управител на Киликия и чичо на императора Исаак II Ангел. Поради това Константин се пада първи братовчед на императора.
Сестрата на Константин е омъжена за Василий Ватаци, велик доместик на Източните войски, а впоследствие велик доместик на Западните войски и дук на тема Тракия. Василий Ватаци резидира в Адрианопол и води войната с българите в нейните последни фази като началник на всички имперски войски на Балканите.

## Кариера
Като братовчед на императора Константин Ангел получава редица длъжности и титли още съвсем млад. До 1192 г. е дук на о. Крит, а впоследствие получава титлата велик дук или адмирал на византийската флота.
През 1192 г. е назначен за стратег на тема Филипопол, където се проявява като успешен военачалник. Успява да организира и повдигне морала на византийската армия след множеството загуби във войната с българите, като дори постига известни успехи и успешно отблъсква всички български нападения към тема Филипопол.
През 1193 г. организира подкрепата на подопечните му войски за своята лична кауза и се обявява за император. Потегля към Адрианопол, за да използва войските под командването на зет си Василий Ватаци, въпреки нежеланието на последния. Още преди Адрианопол поддръжниците на Константин го предали и го пленили на място, наречено Неутзикон и разположено на границата между Филипополската и Адрианополската епархии. Според К. Иречек това място е крепостта при с. Мезек. След залавянето Константин Ангел бил предаден на император Исаак II Ангел, който го наказал с ослепяване. По-нататъшната му съдба не е известна.